# Marquinhos Gabriel
Marcos Gabriel do Nascimento (Selbach, 21 luglio 1990) è un calciatore brasiliano, centrocampista dell'Avaí.

## Caratteristiche tecniche
Trequartista, può giocare come ala o come esterno su entrambe le fasce.

## Palmarès

### Club

#### Competizioni statali
- Campionato Gaúcho: 2

Internacional: 2009, 2011
- Campionato paulista: 3

Santos: 2015
Corinthians: 2017, 2018
- Recopa Catarinense: 1

Criciúma: 2024
- Campionato Catarinense: 1

Avaí: 2025

#### Competizioni nazionali
- Campionato brasiliano: 1

Corinthians: 2017

#### Competizioni internazionali
- Recopa Sudamericana: 1

Internacional: 2011